# Île d’Ogoz
Île d’Ogoz – wyspa na zbiorniku retencyjnym Lac de la Gruyère w historycznej krainie Gruyères w Szwajcarii. Administracyjnie należy do gminy Le Bry w kantonie Fryburg.
Wyspa powstała w 1948 roku po napełnieniu wodą wymienionego wyżej zbiornika retencyjnego. Pierwotnie stanowiła ona najwyższy punkt (690 m n.p.m.) lądu na lewym brzegu rzeki Sarine w miejscu, w którym tworzyła ona wydatny meander pomiędzy wioskami Pont-en-Ogoz oraz Pont-la-Ville. Rozmiary wyspy przy normalnym stanie wody (677 m n.p.m.) wynoszą w przybliżeniu 110×75 metrów. Przy najniższych stanach lustra wody w zbiorniku, co zdarza się zwykle wczesną wiosną, z wody wyłania się żwirowo-kamienista grobla łącząca ją z lądem na lewym (zachodnim) brzegu jeziora. Umożliwia ona dotarcie na wyspę suchą stopą.
W sąsiedztwie wyspy (po ok. 300 m na południe i południowy zachód) znajdują się jeszcze dwie inne, znacznie mniejsze wysepki, stanowiące pozostałości po terenie oblewanym kiedyś przez siostrzany meander rzeki.
Na wyspie wznoszą się ruiny średniowiecznego zamku Pont-en-Ogoz, który do końca XV wieku był siedzibą miejscowej rodziny de Pont. Obecnie trwałym elementem krajobrazu są wznoszące się na wyspie pośród drzew dwie czworoboczne wieże. W przeszłości w  tym miejscu znajdował się most przez rzekę – pierwotnie drewniany, w 1544 roku zastąpiony kamiennym mostem trójprzęsłowym.

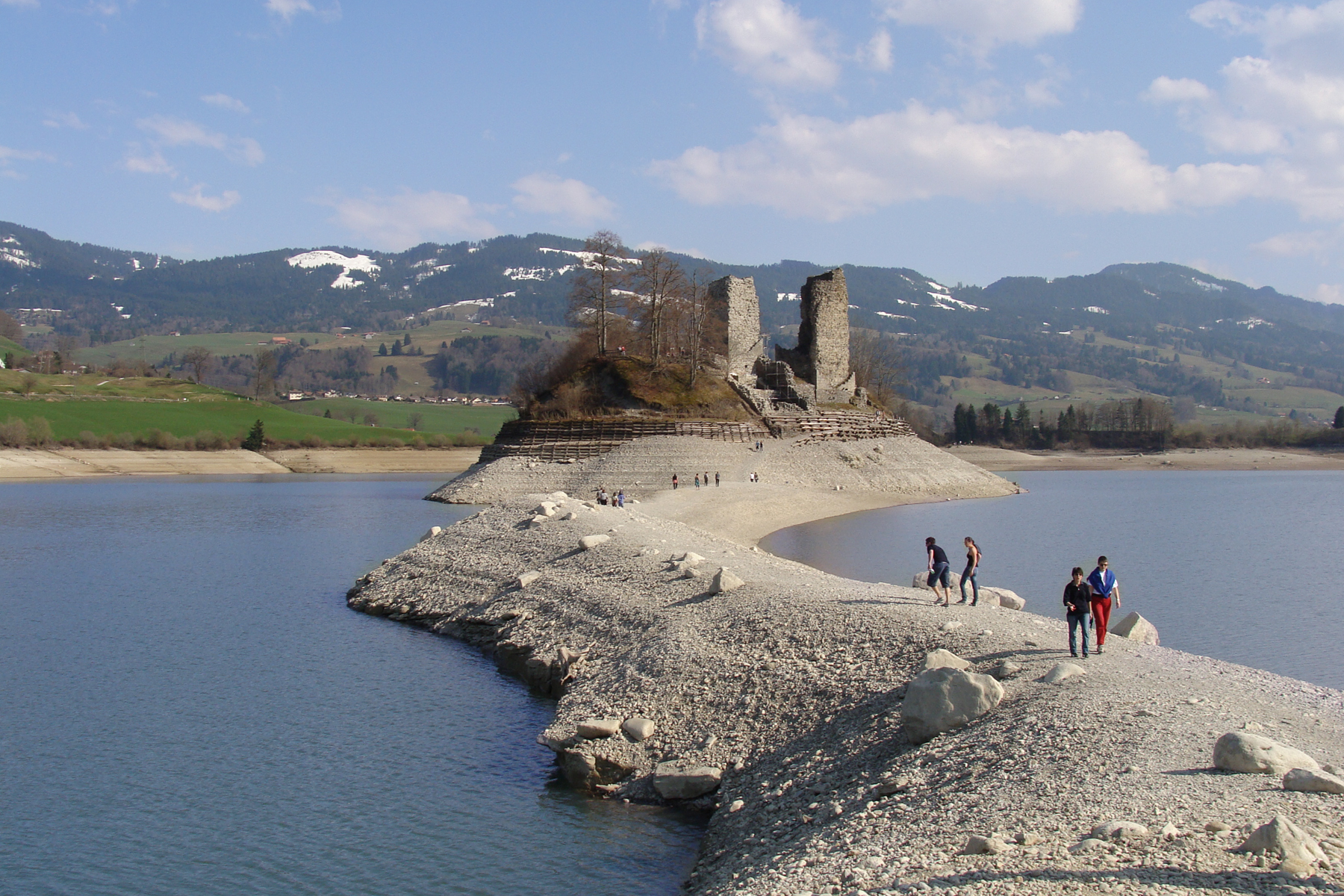
Wyspa przy niskim poziomie jeziora staje się półwyspem
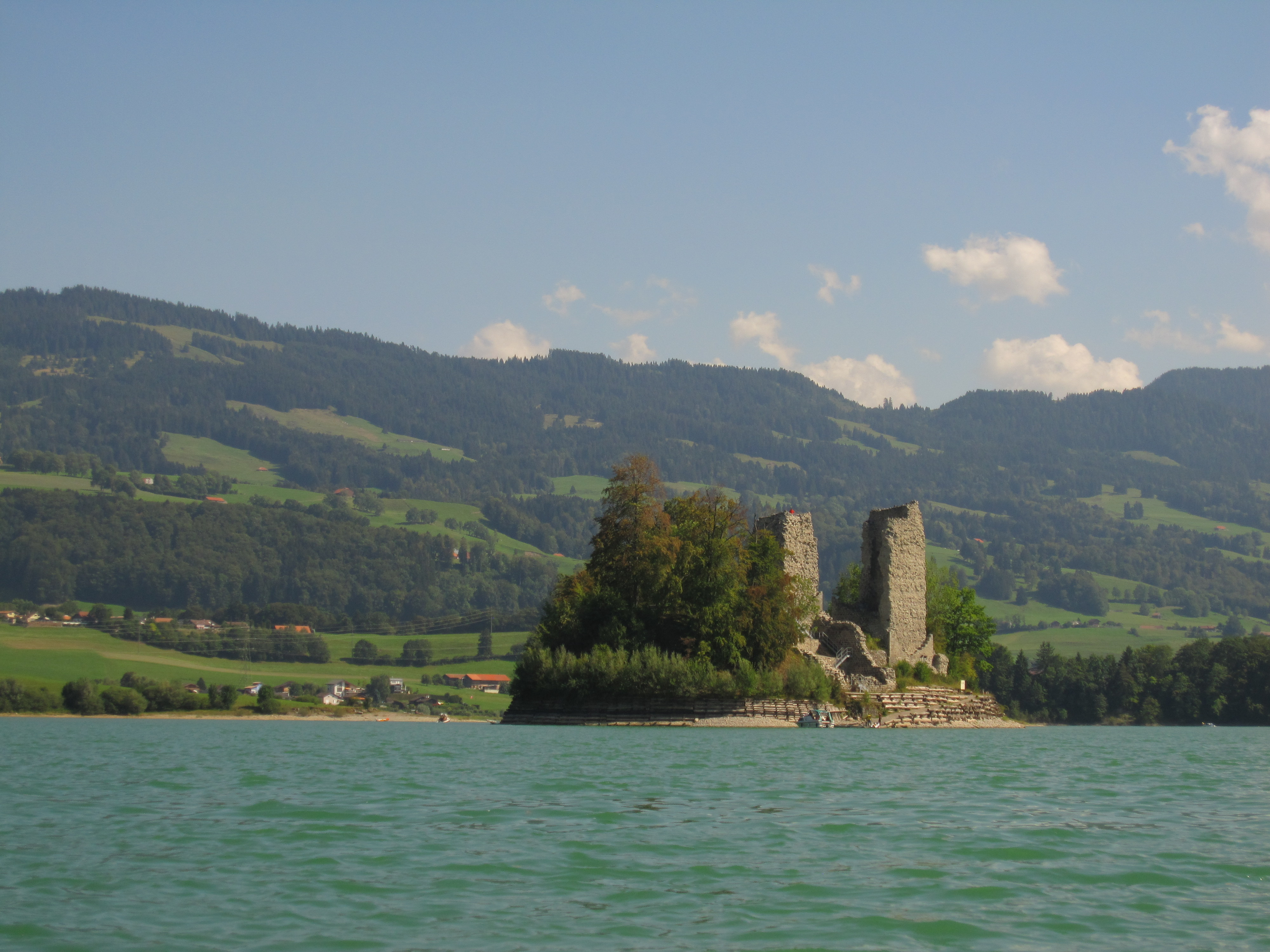
Île d’Ogoz
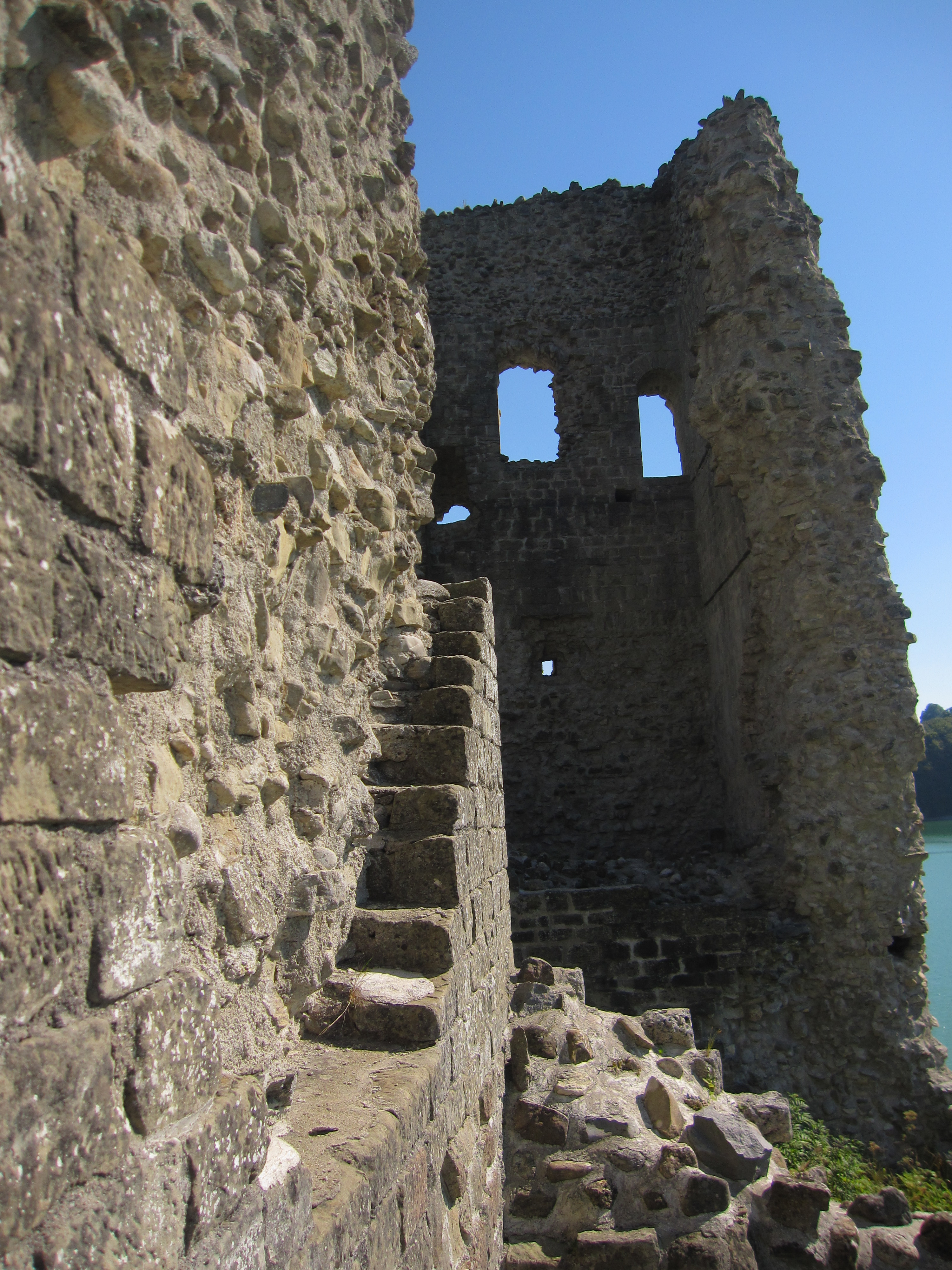
Ruiny zamku wewnątrz